# 近藤正純
近藤 正純（こんどう まさずみ、慶長9年（1604年） - 寛文2年1月2日（1662年2月20日））は、赤穂藩浅野家の家臣。甲州流軍学者の小幡景憲の弟子であり、北条氏長・富永勝由・梶定良とともに「小幡門四哲同学」の一人に数えられている。通称は三郎左衛門。
赤穂の花岳寺所蔵の「愛宕岩山縁起」によると、11歳の時に当時常陸真壁藩の大名だった浅野家に仕えたとされる。浅野家仕官は慶長18年（1613年）頃と推測されている。
正保2年（1645年）、浅野長直の時代に浅野家は播磨赤穂藩へ転封し、慶安元年（1648年）に幕府から築城の許可を得て、翌年から近藤の指揮の下、赤穂城の築城が開始された。承応2年（1653年）からは師の一人である山鹿素行も赤穂城築城に参加しているとも言われるが、赤穂城は、広大な不等辺多角形で、本丸が南東に偏っており、「城は小さくまろく左右対称に作るべし」「堅固を前うしろにて致す心得のこと」という山鹿流の縄張りとは大きく異なる。寛文元年（1661年）に城が完成し、翌年の寛文2年（1662年）に正純は死去した。享年59。
浅野家から支給されていた近藤家の1000石の家禄は養子の近藤正憲が継いた。正憲も甲州流兵学を受け継いで赤穂藩士に進講し、また藩の組頭などを勤めたが、長直の次の藩主である浅野長矩によって解任されている。
『忠臣蔵』で有名な赤穂藩首席家老大石良雄（大石内蔵助）は近藤正純から甲州流兵学を教授されたと伝えられているが、大石は万治2年（1659年）の生まれであるから年齢が合わない。このため、正純の養子の近藤正憲から教授を受けたものが誤伝したのであろうとする説がある。